# Українсько-тоголезькі відносини
Українсько-тоголезькі відносини — відносини між Україною та Республікою Того.
Того визнала незалежність України 10 листопада 1993 року. Країни встановили дипломатичні відносини 1 вересня 1999.
Інтереси громадян України в Республіці Того захищає Посольство України в Нігерії.

## Торгівля
У 2021 р. обсяг торгівлі товарами та послугами між країнами становив 35,303 млн. дол. США (експорт товарів з України склав 35,3 млн. дол. США; імпорт до України – 3,9 тис. дол. США). Позитивне для України сальдо – 35,3 млн. дол. США.
Основні статті українського експорту:
- чорні метали (52,6%)
- іншi готовi текстильні вироби (21,5%)
- цукор і кондитерські вироби з цукру (11,2%)
- жири та олії тваринного або рослинного походження (5,3%)

Основні статті імпорту із Того:
- їстівнi плоди та горiхи (99,9%)